# ポリス・ストーリー3
『ポリス・ストーリー3』（原題：警察故事3/超級警察、英題：Police Story 3）は1992年公開のジャッキー・チェン主演の香港映画。

## 概要
東南アジアの麻薬シンジゲートを牛耳る大物マフィア逮捕のため、中国人民武装警察部隊の女性エース、ヤンと組むこととなった、ジャッキー演じる香港警察（当時はまだ中国への返還前）のチェン・カクー刑事の活躍を描いたシリーズ第3弾。香港内で物語が進行した1、2作に対し、舞台が中国本土やマレーシアなど国外へスケールアップしている。
アジアを代表するアクションスター、ジャッキーと、アクション女優として慣らしてきたミシェール・キング（現・ミシェル・ヨー）のコンビの活躍が楽しめる。映画界に復帰したばかりのミシェルの過激なアクションは、ジャッキーの相棒に相応しいキレのあるアクションを見せている。一方、マレーシアで撮影された、命綱なしのヘリコプターアクションは、過激なスタントで度々話題を呼ぶ本シリーズ中でも、特に激しい部類でに入る。
この作品から、ジャッキーの声が声優による吹き替えではなくジャッキー自身の肉声になっている。

## あらすじ
東南アジアの麻薬シンジゲートを牛耳る大物マフィア、チャイバ（ケネス・ツァン）逮捕のため、香港警察と中国人民武装警察部隊が手を組んで捜査に乗り出す。
香港警察からはチェン・カクー（ジャッキー・チェン）を、中国人民武装警察部隊からはヤン（ミシェール・キング）を選抜し、共に協力して合同捜査を開始する。二人はチャイバの片腕で、現在入獄しているパンサー（ユン・ワー）という男を計画脱獄させ、味方のふりをしてチャイバの元へ案内させる作戦に出る。
順調に進むかに見えた計画だが、チェンの恋人メイ（マギー・チャン）が今回もピンチを呼び込む。

## キャスト
| 役名           | 俳優                 | 日本語吹き替え | 日本語吹き替え |
| 役名           | 俳優                 | ソフト版       |                |
| -------------- | -------------------- | -------------- | -------------- |
| チェン・カクー | ジャッキー・チェン   | 石丸博也       |                |
| ヤン部長       | ミシェール・キング   | 高島雅羅       |                |
| メイ           | マギー・チャン       | 松岡ミユキ     |                |
| チョー警部     | トン・ピョウ         | 峰恵研         |                |
| パンサー       | ユン・ワー           | 池田勝         |                |
| チャイバ       | ケネス・ツァン       | 堀勝之祐       |                |
| チャイバの妻   | ジョセフィーヌ・クー | さとうあい     |                |
| ピエール       | ケルヴィン・ウォン   | 仲野裕         |                |
| 署長           | フィリップ・チャン   | 幹本雄之       |                |
| 将軍           | ロー・リエ           | 山野史人       |                |
| チャイバの手下 | ロー・ワイコン       | 水野龍司       |                |
| ケイホン       | マース               | 仲野裕         |                |
| ワンコーチ     | サム・ウォン         |                |                |

- ソフト版 - ビデオ（VHS）、パラマウントより発売の廉価版DVD、BDに収録。
  - 日本公開版が吹き替えられていたため、香港版が収録されているソフトでは字幕に切り替わる箇所（チャイバの手下が女性に麻薬を注射するシーン）が存在した。2014年11月12日発売の「ポリス・ストーリー トリロジー ブルーレイBOX〈完全日本語吹替版〉」では吹替の追加収録が行われた。

## スタッフ
- 監督：スタンリー・トン
- 製作総指揮：レナード・ホー、ジャッキー・チェン
- 製作：ウィリー・チェン、エドワード・タン
- 脚本：エドワード・タン、フィレー・マー、リー・ウェイイー
- 撮影：ラム・ウォクワー（アンディ・ラム）
- 音楽：ジョナサン・リー
- 主題歌：ジャッキー・チェン「我有我路向／理想への道」
- アクション監督：麥偉章、鄧德榮、何漢洲、陳文清

## スピンオフ作品
- ミシェール・キング（現・ミシェル・ヨー）演じるヤンを主人公としたスピンオフ映画『プロジェクトS』が1993年に製作され、同作にジャッキーがカメオ出演している。